# Mussol de les Bermudes
El mussol de les Bermudes (Aegolius gradyi) fou una espècie d'ocell de la família dels estrígids (Strigidae) que habitava les Bermudes. El seu estat de conservació es considera extint.
Els fòssils estudiats mostren una espècie semblant al mussol d'Acàdia, amb les potes més robustes i cap més petit.
Potser es va extingir ja en època històrica per causes poc aclarades.